# Das Buch der Natur
Das Buch der Natur (Le Livre de la nature) ou Buch von den natürlichen Dingen (Livre des choses naturelles) est une encyclopédie de Konrad von Megenberg (1309-1374).
Le Buch der Natur (écrit vers 1349-1350) est une encyclopédie axée sur l'histoire naturelle, déjà relativement systématique, véritable preuve des connaissances de l'époque et recueil des différentes légendes, importantes dans l'histoire culturelle des civilisations. Cet ouvrage est en grande partie une traduction du Liber de rerum natura, de Thomas de Cantimpré, mais il contient aussi de nouveaux éléments - sur certaines espèces animales et végétales ainsi que des observations sur l'arc-en-ciel.
Le Buch der Natur eut une diffusion rapide et large (plus de 100 copies). Il fut imprimé au siècle suivant, tout d'abord sans nom de lieu, ni année, puis à Augsbourg en 1475 et connut ensuite plusieurs autres éditions. Après Pfeiffer (Stuttgart 1861), le Buch der Natur fut une dernière fois édité par Luff et Steer (Tübingen 2003).

### Sources
- (de) Cet article est partiellement ou en totalité issu de l’article de Wikipédia en allemand intitulé « Das Buch der Natur » (voir la liste des auteurs).